# Phyllomyias
Phyllomyias – rodzaj ptaków z podrodziny eleni (Elaeniinae) w rodzinie tyrankowatych (Tyrannidae).

## Zasięg występowania
Rodzaj obejmuje gatunki występujące w Ameryce Centralnej i Południowej.

## Morfologia
Długość ciała 10–11,5 cm; masa ciała około 8 g.

## Systematyka

### Nazewnictwo
Phyllomyias: gr. φυλλον phullon „liść”; łac. myias „muchołówka”, od gr. μυια muia, μυιας muias „mucha”; πιαζω piazō „chwytać”.

### Podział systematyczny
Do rodzaju należą następujące gatunki:
- Phyllomyias griseiceps (P.L. Sclater & Salvin, 1871) – oliwiarek okopcony
- Phyllomyias fasciatus (Thunberg, 1822) – oliwiarek jasnogardły
- Phyllomyias weedeni Herzog, Kessler & Balderrama, 2008 – oliwiarek szarolicy